# Tuvalu National Football Association
Tuvalu National Football Association – organizacja piłkarska, działająca w Tuvalu. Od 2006 r. jest częścią OFC, ale nie wstąpiła jeszcze do FIFA. Związek jest odpowiedzialny za organizację szeregu rozgrywek piłkarskich: Tuvalu A-Division, Tuvalu B-Division, Tuvalu Independence Cup, NBT Cup, Christmas Cup, Tuvalu A-Division kobiet.